# Società Sportiva Calcio Benevento 1985-1986
Questa voce raccoglie le informazioni riguardanti la Società Sportiva Calcio Benevento nelle competizioni ufficiali della stagione 1985-1986.

## Rosa
| N. |                   | Ruolo | Calciatore              |
| -- | ----------------- | ----- | ----------------------- |
|    | Italia (bandiera) | C     | Roberto Antonaci        |
|    | Italia (bandiera) | A     | Gabriele Baldassarri    |
|    | Italia (bandiera) | C     | Giuseppe Boniello       |
|    | Italia (bandiera) | C     | Germano Carnevale (II)  |
|    | Italia (bandiera) | D     | Arturo Ciullo           |
|    | Italia (bandiera) | C     | Cosimo Corallo          |
|    | Italia (bandiera) | P     | Patrizio Franco Cotugno |
|    | Italia (bandiera) | D     | Vincenzo D'Adamo        |
|    | Italia (bandiera) | C     | Siro D'Alessandro       |
|    | Italia (bandiera) | D     | Luca Giorgi             |
|    | Italia (bandiera) | C     | Graziano Iscaro         |
|    | Italia (bandiera) | D     | Riccardo Laurenti       |

| N. |                   | Ruolo | Calciatore        |
| -- | ----------------- | ----- | ----------------- |
|    | Italia (bandiera) | A     | Giorgio Lunerti   |
|    | Italia (bandiera) | A     | Giuseppe Maffei   |
|    | Italia (bandiera) | C     | Filippo Milano    |
|    | Italia (bandiera) | C     | Angelo Orazi      |
|    | Italia (bandiera) | A     | Riccardo Pecchi   |
|    | Italia (bandiera) | A     | Marco Rosa        |
|    | Italia (bandiera) | C     | Marco Sereno      |
|    | Italia (bandiera) | D     | Raffaele Sergio   |
|    | Italia (bandiera) | D     | Francesco Siviero |
|    | Italia (bandiera) | P     | Davide Torchia    |
|    | Italia (bandiera) | A     | Giancarlo Zotti   |

## Risultati

### Campionato

#### Girone di andata
| 22 settembre 1985 1ª giornata | Benevento | 1 – 1 | Livorno |  |

| 29 settembre 1985 2ª giornata | Siena | 2 – 1 | Benevento |  |

| 6 ottobre 1985 3ª giornata | Benevento | 0 – 0 | Casarano |  |

| 13 ottobre 1985 4ª giornata | Cosenza | 1 – 0 | Benevento |  |

| 20 ottobre 1985 5ª giornata | Benevento | 0 – 1 | Campania |  |

| 27 ottobre 1985 6ª giornata | Sorrento | 1 – 1 | Benevento |  |

| 3 novembre 1985 7ª giornata | Benevento | 1 – 1 | Cavese |  |

| 10 novembre 1985 8ª giornata | Benevento | 1 – 0 | Salernitana |  |

| 17 novembre 1985 9ª giornata | Foggia | 1 – 1 | Benevento |  |

| 24 novembre 1985 10ª giornata | Benevento | 2 – 0 | Licata |  |

| 1º dicembre 1985 11ª giornata | Casertana | 3 – 0 | Benevento |  |

| 8 dicembre 1985 12ª giornata | Benevento | 1 – 0 | Brindisi |  |

| 15 dicembre 1985 13ª giornata | Monopoli | 2 – 0 | Benevento |  |

| 22 dicembre 1985 14ª giornata | Benevento | 1 – 1 | Barletta |  |

| 5 gennaio 1986 15ª giornata | Messina | 5 – 2 | Benevento |  |

| 12 gennaio 1986 16ª giornata | Benevento | 3 – 1 | Ternana |  |

| 19 gennaio 1986 17ª giornata | Taranto | 2 – 0 | Benevento |  |

#### Girone di ritorno
| 26 gennaio 1986 18ª giornata | Livorno | 1 – 0 | Benevento |  |

| 2 febbraio 1986 19ª giornata | Benevento | 2 – 1 | Siena |  |

| 9 febbraio 1986 20ª giornata | Casarano | 1 – 1 | Benevento |  |

| 16 febbraio 1986 21ª giornata | Benevento | 1 – 1 | Cosenza |  |

| 23 febbraio 1986 22ª giornata | Campania | 0 – 2 | Benevento |  |

| 2 marzo 1986 23ª giornata | Benevento | 1 – 1 | Sorrento |  |

| 9 marzo 1986 24ª giornata | Cavese | 1 – 1 | Benevento |  |

| 23 marzo 1986 25ª giornata | Salernitana | 1 – 0 | Benevento |  |

| 29 marzo 1986 26ª giornata | Benevento | 1 – 1 | Foggia |  |

| 6 aprile 1986 27ª giornata | Licata | 1 – 1 | Benevento |  |

| 13 aprile 1986 28ª giornata | Benevento | 1 – 1 | Casertana |  |

| 20 aprile 1986 29ª giornata | Brindisi | 3 – 2 | Benevento |  |

| 4 maggio 1986 30ª giornata | Benevento | 1 – 1 | Monopoli |  |

| 11 maggio 1986 31ª giornata | Barletta | 3 – 0 | Benevento |  |

| 18 maggio 1986 32ª giornata | Benevento | 0 – 1 | Messina |  |

| 25 maggio 1986 33ª giornata | Ternana | 2 – 1 | Benevento |  |

| 1º giugno 1986 34ª giornata | Benevento | 1 – 1 | Taranto |  |